# Люблінська архідієцезія
Люблінська архідієцезія — одна з 14 архідієцезій римо-католицької церкви в Польщі, заснована 23 вересня 1805 буллою папи Пія VII Quemadmodum Romanorum Pontificum, піднесена до рангу архідієцезії 25 березня 1992 булою папи Івана Павла II Totus Tuus Poloniae Populus. Архідієцезія охоплює площу 9 108 км², налічує 263 парафії і понад мільйон вірних.
У веденні Любельської архідієцезії знаходиться Люблінський католицький університет. Кафедральним собором архідієцезії є Церква святого Івана Хрестителя та святого Івана Богослова в Любліні.